# 23
23 d.C. (XXIII) foi um ano comum.

## Eventos
Europa
- O geógrafo grego Estrabão publica Geografia, trabalho que cobre o mundo conhecido dos romanos e gregos ao tempo do imperador Augusto.

Ásia

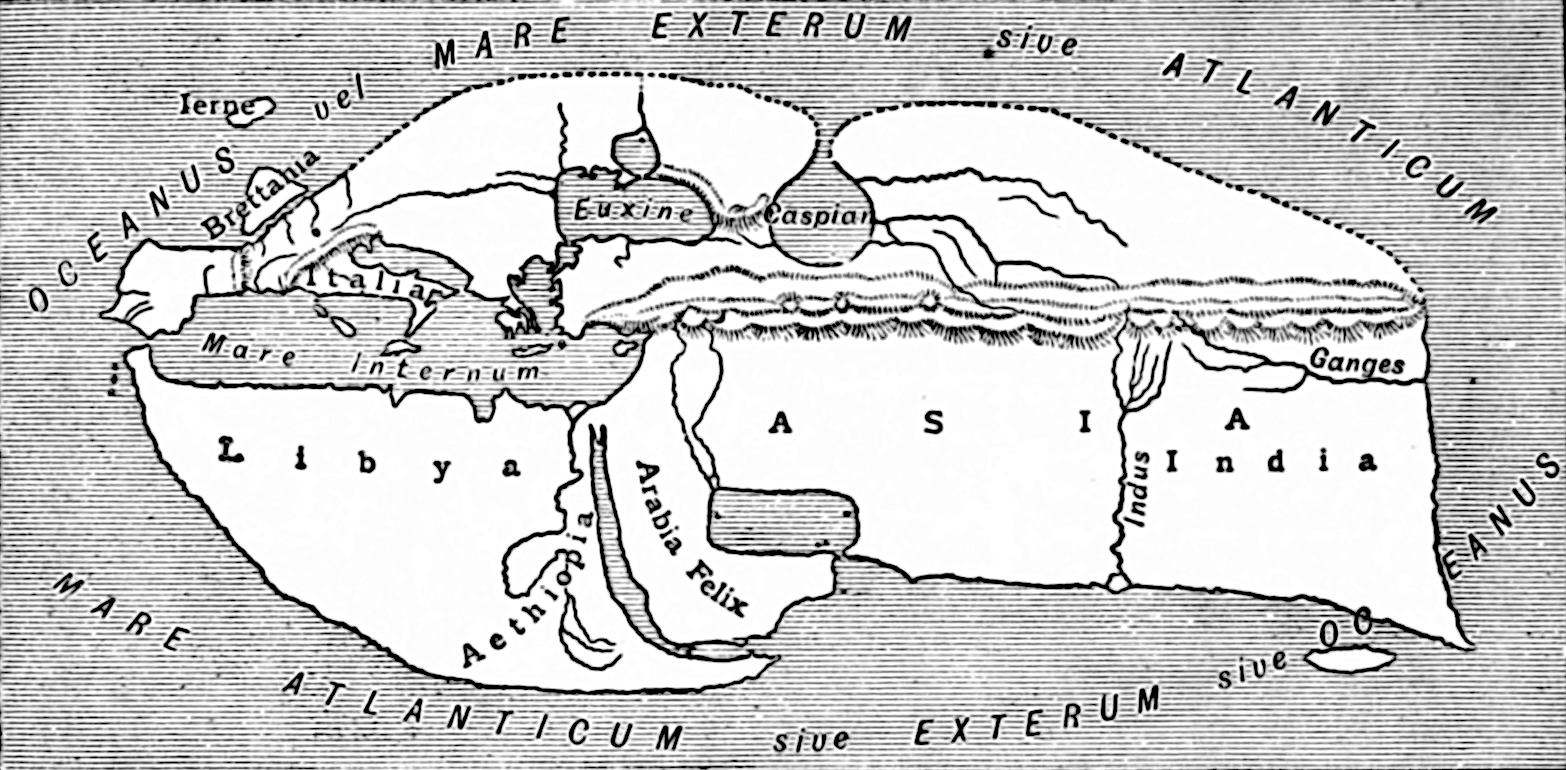
O mundo, segundo Estrabão

- Liu Xuan, descendente da Dinastia Han e líder da revolta contra a Dinastia Xin, autoproclama-se imperador derrubando Wang Mang e restaurando a sua dinastia.

## Nascimentos
- Caio Plínio Segundo, naturalista romano.

## Mortes
- 1 de Setembro [carece de fontes?] - Druso, filho do imperador Tibério, envenenado.[1]
- 6 de Outubro - Wang Mang, "usurpador" do trono da Dinastia Han e único imperador da Dinastia Xin.